# Tischfernsprecher W 61

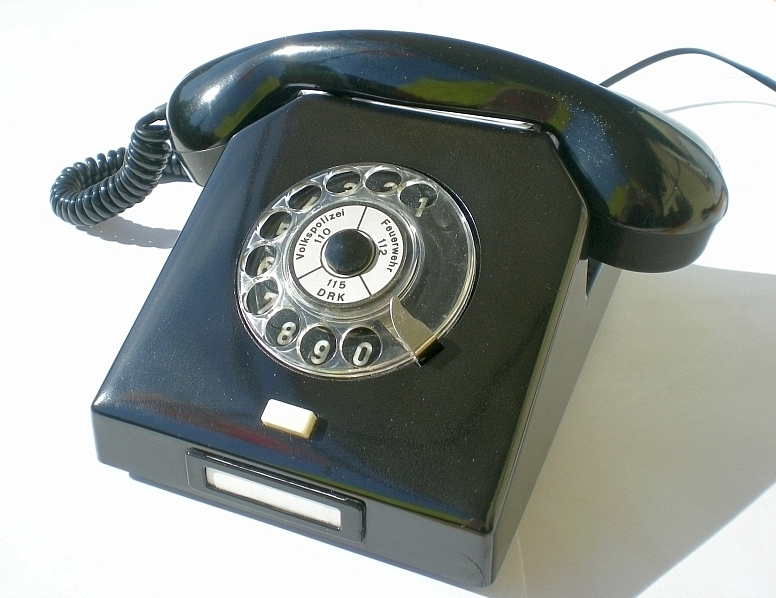
Tischapparat W 61

W 61 geöffnet

Der Tischfernsprecher W 61 war der dritte Fernsprecher für die Deutsche Post in der DDR. Er ist eine wartungstechnisch verbesserte Version des Vorgängers Tischfernsprecher W 58 und wurde im Jahr 1961 konstruiert.
Optisch gleicht er dem W 58, ebenfalls hat man die elektrische Schaltung nicht verändert. Produziert wurde der W 61 vom einstigen DeTeWe Fernmeldewerk Nordhausen („Nordfern“, später VEB Fernmeldewerk Nordhausen bzw. VEB RFT).

## Erscheinung
Das Gehäuse besteht komplett aus dem duroplastischen Werkstoff Bakelit. Der W 61 wurde außer in Schwarz erstmals auch in Elfenbein als „Luxusausführung“ hergestellt. Die elektrischen und mechanischen Bauteile sind auf der Grundplatte befestigt und mit blankem Draht verbunden, somit entfielen aufwändig gebundene Kabelbäume. Lediglich die Erdtaste ist mittels isolierter Drähte angeschlossen. Sein Vorgänger W 58 war schwierig zu reparieren – Kondensator und Übertrager befanden sich hinten unter der Anschluss-Klemmleiste. Bei diesem Modell hat man die beiden Bauteile frei zugänglich platziert. Der einspulige Wecker hat zwei separat montierte Stahlglockenschalen (der W 58 hatte zwei gegeneinander montierte Glockenschalen), die regelbare Lautstärke an der Geräteunterseite fiel weg. Der Nummernschalter ist ein NS 38 mit transparenter Fingerlochscheibe („Wählscheibe“) aus Thermoplast. Manche Versionen des Nummernschalters sind mit einer kleinen Ziffernscheibe aus Aluminium versehen, welche den Aufdruck „RFT“ enthält. Der einzige Unterschied, an welchem man den W 61 vom W 58 äußerlich unterscheiden kann: Er hat einen zweiseitig ausgeführten Gabelumschalter.
Da der W 61 schon 1963 durch den Tischfernsprecher W 63a abgelöst wurde, ist er recht selten geworden. Noch seltener sind gut erhaltene Exemplare (wie auf dem Bild) und Versionen in elfenbeinfarbener Ausführung. Er war aber vor allem in einigen Betrieben noch bis zum Ende der DDR im Einsatz. Meist ist das Bakelitgehäuse durch Alterung und unsachgemäße Lagerung in feuchten Kellern matt, rau und fleckig geworden, oft hat das Gehäuse Risse. Bakelit ist allgemein durch seine Sprödigkeit stoßempfindlich. Man kann ihn heute nur noch an Hauptanschlüssen oder Telefonanlagen betreiben, die das Impulswahlverfahren (IWV) unterstützen.